# Partit Popular (Finlàndia, 1932)
El Partit Popular (en finès: Kansanpuolue; KP) va ser un partit agrarista conservador de Finlàndia creat al 1932. Pocs anys més tard, juntament amb el Partit dels Petits Agricultors (SPP) formarien el nou Partit dels Petits Grangers.

## Història
El partit es va fundar a Ylivieska, Ostrobòtnia del Nord, el 21 d'agost de 1932, amb Yrjö Hautala com el seu líder i Fredrik Rautio com vicepresident. Van ser actius principalment a la seva regió i al nord del país. A les seves primeres eleccions legislatives de 1933, el partit aconseguiria dos escons a l'Eduskunta, els agricultors Heikki Niskanen i Yrjö Hautala de la circumscripció sud d'Oulu.
L'any anterior, el partit va començar a publicar Kansan Sana. El 1934, l'òrgan del partit es va fusionar amb Pohjanmaan pienviljelijä , l'òrgan del SPP, un altre partit agrarista de caire més progressista. L'òrgan conjunt d'ambdós partits era conegut com a Pohjanmaan Sana. El 1936, però, les relacions entre els dos partits es van refredar i el Partit Popular va optar per crear un nou òrgan, Maalaiskansa, i van apostar per tornar a presentar-se per separat a les eleccions del mateix any. En aquestes, tots dos partits van patir pèrdues, aconseguint només un diputat cadascú.
Les pèrdues van donar un nou impuls al projecte de fusió entre el Partit Popular i el SPP, i es va aconseguir tancar finals de 1936. Es va decidir anomenar a la nova estructura Partit dels Petits Agricultors i la Gent Rural. A més del SPP i el KP, el Comitè Central dels Comitès d'Escasetat també va participar en la seva creació.

## Resultats electorals
| Any  | Vots  | %    | Escons  | +/- |
| ---- | ----- | ---- | ------- | --- |
| 1933 | 9,390 | 0.85 | 2 / 200 | Nou |
| 1936 | 7,449 | 0.63 | 1 / 200 | 1   |